# 東雲 (広島市)

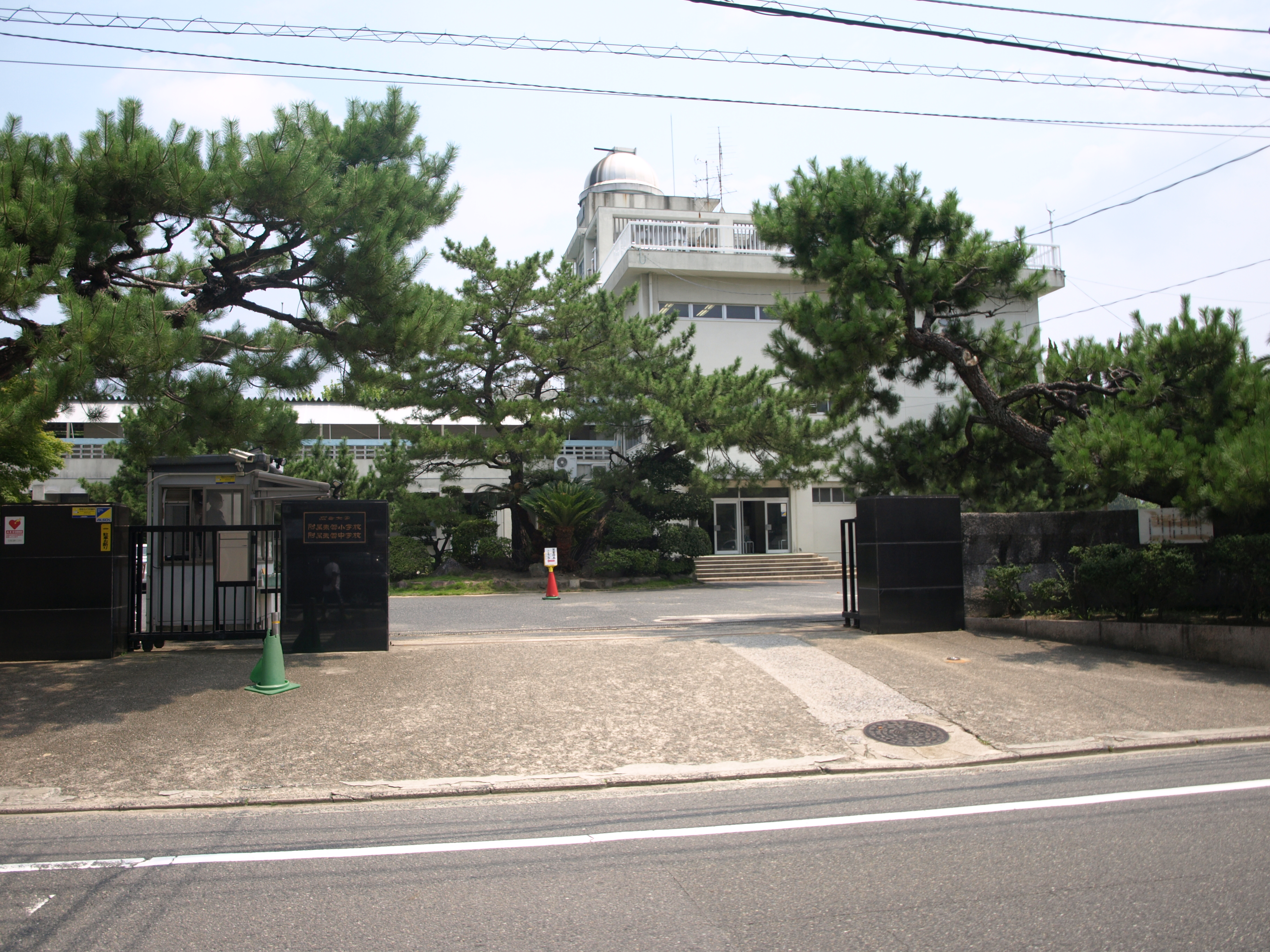
広大附属東雲小・中学校 / 戦前の広島師範学校を継承し、この地区のランドマーク的施設として知られる。

東雲（しののめ）は、広島県広島市南区に位置する地区であり、ここでは同区内において町名に「東雲」を含む各町を包括する地区とする。旧町名は「東雲町」（ - ちょう）。

## 概要

### 地理
広島県を流れる太田川支流の猿猴川と京橋川に挟まれた三角州の北東部、猿候川右岸に位置する。

### 地誌
国道2号線（新広島バイパス）がほぼ本地区の南側の境界線となっているが、一部が地区の西半部（東雲本町）を横断している。1960年代半ばまで久しく蓮田とネギ畑が大半を占める近郊農村地域であったが、新広島バイパス開通前後より再開発が進み現在は住宅・工業地域となっている。

### 住居表示
- 東雲（しののめ）1〜3丁目 - 地区の東半部。
- 上東雲町（かみしののめちょう）  - 地区の北半部。
- 東雲本町（しののめほんまち）1〜3丁目 - 地区の西半部。

### 隣接している地区
- 北側：猿猴川を挟んで南区大州
- 南側：国道2号を挟んで南区仁保、本浦など
- 西側：南区段原および霞
- 東側：猿猴川を挟んで安芸郡府中町、南区小磯町

## 歴史
この地区の起源は、1662年（寛文2年）から翌1663年（同3年）にかけて段原村・比治山から広島湾の沖合に向かって開かれた「東新開」（ひがししんがい / 「仁保島東新開」とも）まで遡る。同新開の開発により、仁保島（現在の黄金山）までが地続きとなった。
東新開は1916年（大正5年）に東新開町と改称され、1933年（昭和8年）12月1日以後は同町の東半分が東雲町、西半分は霞町として分立した。1940年には、広島師範学校が皆実町（現在は比治山本町内）からこの町内に移転、戦後は広島大学東雲キャンパス（学校教育学部および同附属東雲小学校・中学校）となった（学部は2004年に廃止されたものの、附属小・中は現在まで存続している）。
第二次世界大戦前には北部の住宅地を除き大半は蓮畑が目立つ農地であったが、戦後宅地化が進行し、1967年に国道2号バイパス（新広島バイパス）が開通すると住宅・工場地区となった。1966年9月1日に実施された町名変更により、東雲町は現在の3町および仁保新町（一・二丁目）などに分割された。1990年代後半になって隣接する段原地区の再開発に一応の目途がつけた広島市により、この地区の西半部（上東雲町および東雲本町）の再開発事業が進められ、北行き一方通行となっていたバス通り（市道南3区89号線→都市計画道路比治山東雲線）の拡幅が行われていった。さらに2000年代には地区の東半部（東雲3丁目）を通過する広島高速2号線が敷設され東雲出入口も設置された。比治山東雲線については、2019年2月12日に段原側（現在の上東雲交差点）から国道2号（東雲本町交差点）の間の双方向通行が可能となったのに続いて、同年3月29日に4車線での通行が可能になった。

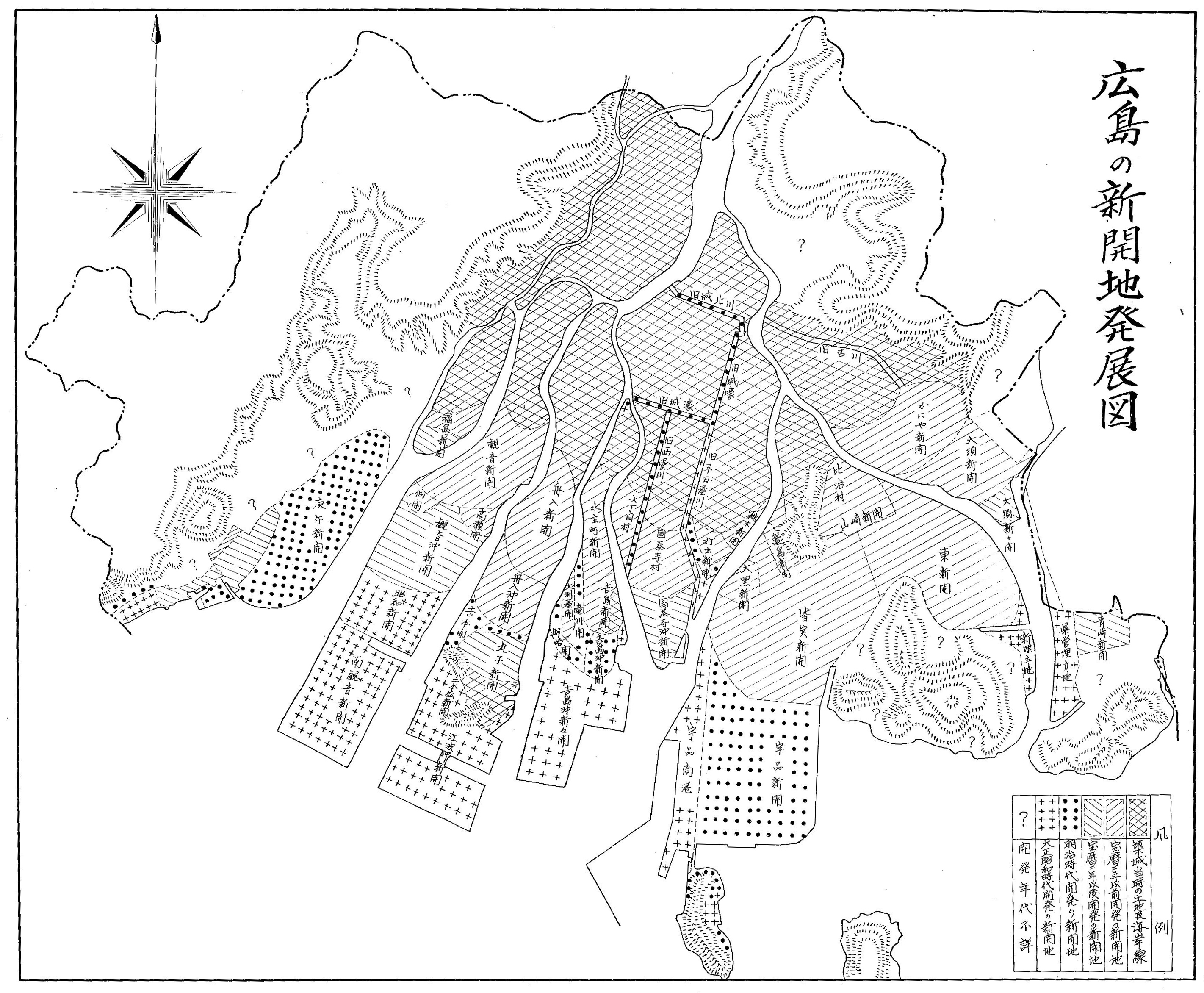
広島の新開地発展図（『概観広島市史』1955年） / 現在の東雲地区を含む東新開が宝暦3年（1753年）以前の開発であり、広島築城時にはこの地区が海であったことが示されている。
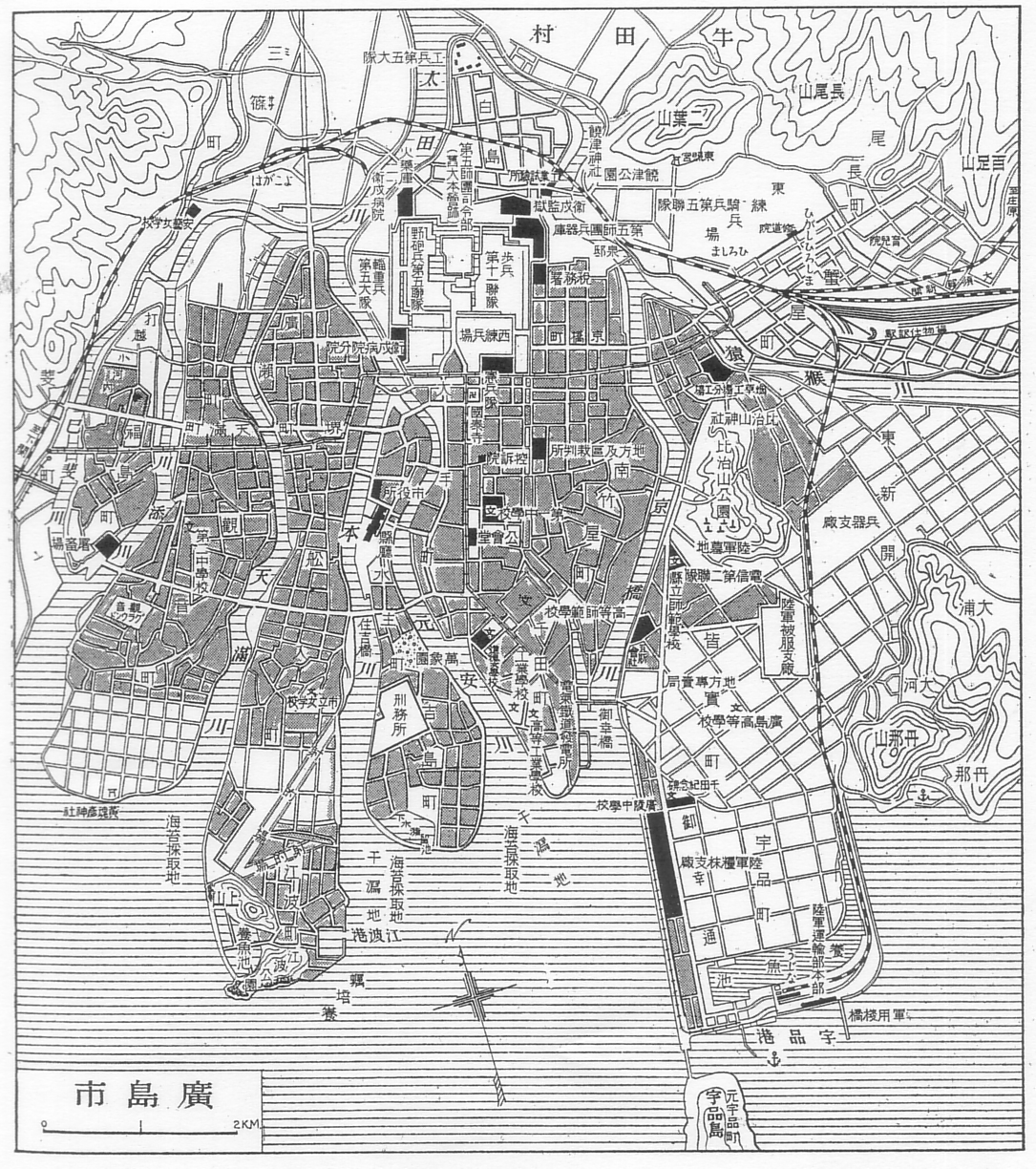
1930年頃の広島市地図 / 現在の東雲地区一帯は「東新開」とされている。
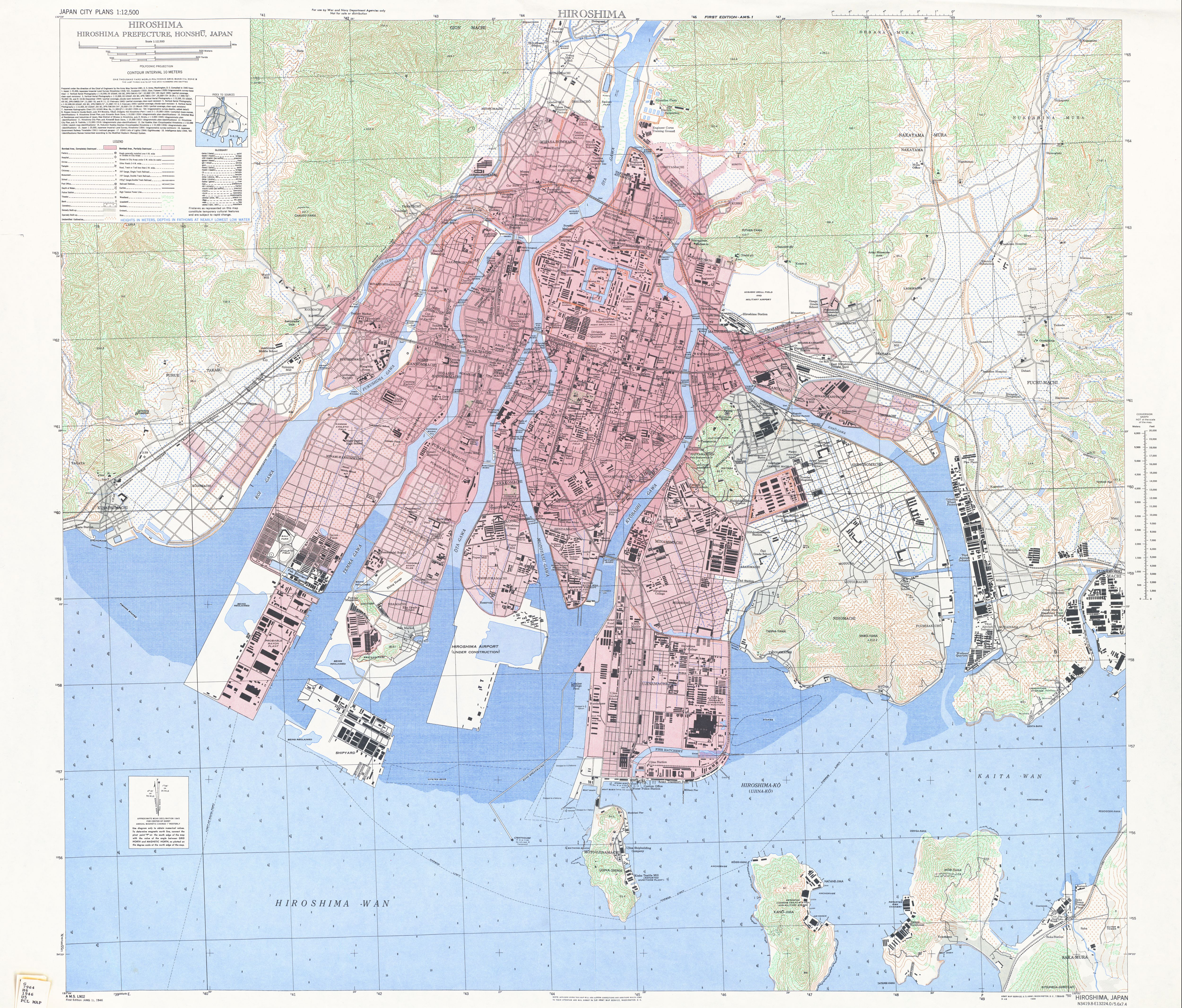
1945年の米軍による広島市地図 / "SHINONOMECHŌ"（東雲町）が確認できる。

## 施設

### 公共施設
- 広島南警察署東雲交番
- 東雲屋内プール
- 東雲郵便局
- 中国経済交流協同組合

### 行政施設
- 国土交通省中国地方整備局広島国道事務所
- 広島市南工場（焼却場）

### 宗教施設
- 広島平和教会
- 純福音広島教会
- 天理教弘光分教会
- 崇教真光黄金山小道場

### 教育機関
- 広島大学附属東雲中学校
- 広島大学附属東雲小学校
- 広島市立比治山小学校
- みみょう保育園
- 第二みみょう保育園

### 公園
- 東雲本町公園
- 東雲第一公園
- 東雲第二公園
- 渕崎公園 - 仁保二丁目付近の古い地名が冠されているが、実際には東雲三丁目内に所在する。

### 店舗
フレスタ東雲店

## 交通

### 道路
- 国道2号
- 広島高速2号線
  - 東雲出入口

### 橋梁
- 東大橋
- 仁保橋

### バス
- 広電バス

市内線：4号線・7号線
郊外線：熊野線（東雲経由）・呉市交通局と共同運行
焼山線（乗車は焼山方面のみ・降車は広島方面のみ）
- 芸陽バス：広島バスセンター〜一貫田（東雲経由）

## 関連書籍
- 『広島県の地名』（日本歴史地名大系 第35巻） 平凡社、1982年
- 『角川日本地名大辞典 第34巻：広島県』 角川書店、1987年 ISBN 4040013409

## 関連事項
- 広島市町名・地区一覧 - 南区 (広島市)
- 東雲 (江東区)